# تیری کلاورولا
تیری کلاورولا (فرانسوی: Thierry Claveyrolat‎; ۳۱ مارس ۱۹۵۹ – ۷ سپتامبر ۱۹۹۹) دوچرخه‌سوار اهل فرانسه بود.